# Windows Media Center
Windows Media Center fue una aplicación con una interfaz de usuario grande, diseñada para servir como equipo personal de cine en casa. Fue incluida en Windows XP Media Center Edition como parte de dicha versión del sistema operativo. También fue parte de Windows Vista (Ediciones Home Premium y Ultimate), Windows 7, Windows 8 y Windows 8.1, en estos 2 últimos se vendió por separado como una característica de pago. Estaba diseñada para equipos que dispusieran de control remoto (el cual podía incluir un botón verde con el logotipo de Windows), aunque también funcionaba con ratón y teclado.
Dicho botón se utilizaba para ejecutar Windows Media Center o volver al menú Inicio desde dentro de la aplicación. Media Center reproduce o visualiza en el equipo del usuario fotografías, vídeos y música provenientes de discos duros locales, unidades ópticas y ubicaciones de red. También clasificará el contenido multimedia por nombre, fecha, etiquetas y otros atributos de archivo. El contenido multimedia gestionado a través de Media Center puede ser reenviado a través de redes domésticas a aparatos de televisión, mediante las características Windows Media Center Extender de dispositivos especialmente diseñados para ese fin, o la consola Xbox 360.
En Windows 7 viene incorporado en las ediciones Home Premium, Professional, y Ultimate. A partir de Windows 8 es un producto de pago separado del sistema operativo. Para Windows 10 fue reemplazado por el Reproductor de DVD de Windows, Fue Descontinuado el 14 de enero de 2020 junto con la finalizacion del Soporte para Windows 7.

## Características

### Televisión
Con una tarjeta sintonizadora de TV, Media Center puede reproducir y grabar programas de TV. Soporta diversos formatos señal, incluyendo alta definición (HDTV), como ATSC, DVB, ISDB y QAM (señales ClearQAM o cifrada con CableCARD); formatos análogos como antena estándar, cable o satélite con o sin aparato decodificador, y en todas las variantes PAL o NTSC. Es posible realizar grabaciones de TV de cualquier fuente y transmitir televisión en vivo o pregrabada a dispositivos Extender o la Xbox 360. Media Center soporta hasta 4 sintonizadores de TV (2 analógicos y 2 HDTV).

Los vídeos grabados del sintonizador por medio de Media Center, tiene extensión .wtv (Windows Recorded TV Show) en Windows 7 en adelante, mientras en Windows Vista tenían extensión .dvr-ms, ambos formatos proporcionan metadatos extendidos como nombre de la emisora, descripción y clasificación parental, además de aparecer en la categoría TV Grabada del Reproductor de Windows Media; sin embargo estos vídeos están protegido bajo un cifrado especial de huella digital, los vídeos sólo se visualizan en la misma cuenta de usuario (de la misma huella) quien lo grabó, impidiendo su distribución masiva.

### Bloqueo de publicidad
Windows Media Center permite avanzar rápidamente o incluso evitar grabar de anuncios publicitarios mientras se está grabando. La posibilidad de omitir anuncios automáticamente, puede agregarse instalando complementos externos (no soportados por Microsoft) como DVRMSToolbox, Lifextender o MCEBuddy.

### Difusión (streaming) de vídeo
Media Center permite la reproducción de vídeos provenientes de listas de reproducción a partir de direcciones URL, servidores y otros clientes.

### Música
Las características de conectividad de Media Center permiten utilizar varias conexiones de entrada y salida, como por ejemplo, cables tipo RCA (permite conexión a reproductores de cinta o grabadoras de vídeo analógicas), micrófonos, señales digitales de vídeo y otras. La conversión analógica a digital realizada con la tarjeta sintonizadora, permite al usuario adaptar medios más antiguos a formatos multimedia digitales.
Windows Media Center organiza y muestra música almacenada en el equipo o de ubicaciones en red. Se puede reproducir la música seleccionando "Mi música" en el menú de Inicio. En la vista predeterminada, los álbumes están organizados en orden alfabético con una vista de la carátula del álbum. Dichas carátulas pueden descargarse automáticamente de Internet o agregarse manualmente. El usuario puede crear listas de reproducción de diferentes canciones o álbumes, o también editarse directamente. Es posible editar o añadir listas de reproducción desde Windows Media Player.
Al reproducir música, el usuario puede hacer una pausa o avanzar rápidamente música, siempre y cuando los formatos de archivo lo soporten (p. ej., con MP3 funciona, pero no así con FLAC). El usuario también tiene la opción de iniciar la reproducción de música en modo aleatorio o repetición. También se pueden ver visualizaciones como en el Reproductor de Windows Media, aunque los dispositivos extensores no tienen esta opción.

### Radio
Algunos sintonizadores de TV permiten la función de radio FM. Media Center admite la reproducción de todas las estaciones FM y guardarlas en presintonizaciones.

## Media Center en Windows XP
La última versión disponible de Windows XP Media Center Edition fue la denominada "2005 Update Rollup 2" (UR2). Se trataba básicamente de un Windows XP Professional Service Pack 2 (SP2) con la funcionalidad adicional de Media Center. Una característica importante y faltante en el Windows XP Professional con Media Center 2005, era el soporte a controladores de dominio. XP MCE 2005 fue la primera versión de Media Center que podría ser comprada independiente del equipo (anteriormente sólo era comercializada en equipos especializados de marcas conocidas), pero únicamente disponible bajo licencias OEM. Windows XP Media Center 2005 funciona bien sobre hardware gama baja, tales como un Celeron D con gráficos integrados (aunque se necesitan al menos 256 MB de memoria de vídeo para visualizar contenido de HDTV).

## Media Center en Windows Vista
Windows Media Center en Windows Vista incluye un sistema de menú rediseñado que aprovecha las capacidades gráficas del sistema operativo. Cada botón del menú principal que contiene secciones como "Música", "Vídeos" y "TV", es encerrado en un recuadro cuando se selecciona y para cada selección, aparece un submenú extendido horizontalmente. Cuando se selecciona cualquiera de las opciones, las entradas para cada uno se presentan en una estructura cuadriculada, con cada elemento a ser identificado por la carátula del álbum (si es un archivo de audio) o una imagen en miniatura (si es una imagen, un vídeo o una grabación de TV). Otras opciones relacionadas, tales como vistas diferentes para la colección de música si se selecciona "Música", se extienden horizontalmente a lo largo de la parte superior de la cuadrícula. Del mismo modo, otros elementos se identifican mediante sugerencias con ilustraciones. La cuadrícula para mostrar los objetos también se extiende horizontalmente, y el elemento seleccionado se amplía en comparación con el resto.

### TV por Internet
TV por Internet es una característica, que se integra con la versión de Windows Media Center de Windows Vista y permite al usuario navegar (mediante una interfaz de usuario como la biblioteca de vídeo sin conexión) y ver video difundido por Internet desde dentro de la interfaz de Media Center o Windows Media Center Extender. Actualmente, el software está en fase de pruebas beta y sólo ofrece contenidos de televisión pregrabados con licencia de MSN Video y una selección de varios vídeos de MTV solo en la versión en inglés.
En la versión en español para Latinoamérica, Media Center solo incluye acceso a los portales mixplay y Terra HD

## Media Center en Windows 7
Windows Media Center en Windows 7 incluye todas las características que se incluyeron en el TV Pack 2008 para Windows Vista, así como varias otras nuevas mejoras. Los usuarios han informado que Windows Media Center en Windows 7 es considerablemente más rápido y con menos errores que Windows Vista con TV Pack 2008. Algunas mejoras notables en Windows 7 Media Center incluyen: una nueva animación de inicio, una nueva mini guía de programación, mejoras en la barra de navegación, la opción de código de color en la guía por tipo de programa de TV, contenido de Internet más integrado con la señal de TV a través de la guía, compatibilidad nativa para QAM que permite encontrar canales con datos PSIP, compatibilidad con sub-canales ATSC con datos de programación. Todas las versiones de Media Center en Windows 7 admiten hasta cuatro sintonizadores de cada tipo (QAM, ATSC, CableCARD, NTSC, etc.).

## Media Center en Windows 8
Windows Media Center en Windows 8 resumidamente es la misma versión incluida en Windows 7 ya que rescata el mismo diseño y características de la versión de Windows 7.
Media Center en Windows 8 incluye soporte para la reproducción de películas en DVD lo cual no viene incluido en el sistema Windows 8 lo cual impide reproducir las películas en DVD a menos que tenga un software para reproducir películas en DVD o disponer de Media Center.
Media Center no se incluye por defecto en Windows 8 ya que se vende por separado mediante la función de agregar características a Windows 8. Los usuarios de Windows 8 pueden comprar el Windows 8 Pro Pack con Media Center lo cual permite actualizar la versión de Windows 8 a Windows 8 Pro con Media Center incluido. Mientras los usuarios de Windows 8 Pro pueden comprar el Media Center pack lo cual le permite obtener Media Center.

## Reproductor de DVD de Windows (Windows 10)
Reproductor de DVD de Windows se reemplaza gratuitamente por el Windows Media Center al actualizar a Windows 10 en caso de que actualizase desde una versión de Windows anterior que lo incluyese. También está disponible en la Tienda como aplicación de pago.